# Dolní Tojma
Dolní Tojma (rusky Нижняя Тойма) je řeka v Archangelské oblasti v Rusku. Je dlouhá 165 km. Plocha povodí měří 1740 km².

## Průběh toku
Protéká zvlněnou rovinou. Ústí zprava do Severní Dviny.

## Vodní režim
Zdrojem vody jsou převážně sněhové srážky. Průměrný průtok vody ve vzdálenosti 37 km od ústí činí 17 m³/s. Zamrzá v listopadu a rozmrzá na konci dubna až v květnu.

## Využití
Je splavná pro vodáky.